# Príncipe Oscuro
En Prince of Persia: The Two Thrones, el Príncipe Oscuro es el "alter-ego" del Príncipe, es -como dice El Príncipe Oscuro- "todo lo que siempre quiso ser". 

## Descripción
El Príncipe Oscuro es el lado más maligno, perverso y sanguinario del Príncipe. Cuando el Príncipe se infecta de las arenas del tiempo su alter ego despierta, manifestándose en un principio como una voz que resuena en la cabeza del Príncipe para más tarde tomar control sobre el Príncipe y transformarlo en una especie de monstruo de arena, aunque el mismo Príncipe Oscuro lo define como una ventaja pues le dice al Príncipe que ahora es más fuerte y rápido. Se trata del resultado de la infección de las Arenas del Tiempo en el cuerpo del Príncipe. Tiene una personalidad propia (muy diferente a la del Príncipe Original) es vengativo y solo piensa en matar al Visir, y que poco a poco va apoderándose de la mente del Príncipe, creándole problemas con Farah, ya que cuando esta quiere ayudar a los ciudadanos de Babilonia, el Príncipe Oscuro le dice que es una pérdida de tiempo que lo importante es acabar con el visir, que más tarde volverá a salvarlos. Al final, es derrotado por los sentimientos de culpa del Príncipe al ver a Sharaman, su padre, muerto en el Pozo de los Ancestros donde el Príncipe Oscuro le dice que si no se hubiera retrasado con Farah su padre aun estaría vivo, el Príncipe reprende al Príncipe Oscuro y le dice que "vuelva al lugar de donde vino y que no regrese nunca". Al final cuando el Príncipe mata al Visir, el Príncipe Oscuro se libera y se apodera de la corona del Príncipe llevándolo a un mundo mental donde intenta matarlo pero fracasa ya que Farah aparece en la mente del Príncipe y le dice que lo abandone ahí, quedando encerrado.
El Príncipe Oscuro es malvado, egoísta, falto de valores, temerario y siniestro; cuando el Príncipe se transforma en el Príncipe Oscuro es totalmente diferente al resto de los monstruos de arena pues su piel es totalmente negra marcada por líneas brillantes de color dorado, mientras que los demás monstruos son de color verde pantanoso o simplemente amarillentos; además, en los hombros tiene espinas y tiene una especie de fuego negro en la cabeza en lugar de pelo, sus ojos son igualmente dorados y brillantes, pero tiene una debilidad, a medida que transcurre el tiempo es Príncipe Oscuro pierde vida y para sanarse necesita arenas del tiempo, para volver a la normalidad el Príncipe necesita tocar agua, aunque el Príncipe Oscuro sigue presente. El Príncipe Oscuro es monstruosamente poderoso en combate a corta y media distancia gracias a la Daggertail, ya que esta le permite una maniobrabilidad de su propio cuerpo en el campo de batalla y la cadena de dagas en sí es abstracta en su uso lo cual le permite, junto con la daga del tiempo, combatir con soltura contra casi cualquier tipo de enemigo.
En ciertas partes podemos jugar como el Príncipe Oscuro. Su principal característica es que lleva consigo la Cadena de Dagas (Daggertail en inglés), una poderosa arma que originalmente era de Nirkilla; pero ésta atacó al Príncipe, enredándosela en el brazo para sujetarlo y evitar que atacara a Zervan, mientras el Visir sacrificaba a Kaileena, cuya muerte ocasionó la creación de las Arenas, que entraron en el cuerpo del Príncipe, ocasionando la creación misma del Príncipe Oscuro. A diferencia del Príncipe este no puede interactuar con otras armas más allá de la daga del tiempo y la Daggertail que una cadena cuyos eslabones son a su vez una serie de cuchillas. 
El Príncipe Oscuro es representado como ese clásico diablillo en el hombro de alguien, y este tiene cierto control sobre la toma de decisiones del Príncipe pues hace que le de la espalda a unos supervivientes que estaban en peligro (para misma sorpresa de Farah) pero se puede apreciar que hasta sostienen conversaciones aunque casi todas ellas empiezan por una queja del Príncipe Oscuro. Este constantemente está riñendo al Príncipe, burlándose de él, insultándolo e incluso se mofa de él cuando descubren que el padre del Príncipe estaba muerto. El Príncipe trata de ocultarle a Farah la verdad sobre su alter ego, pero esta lo descubre por accidente mientras él estaba en una batalla transformado en el Príncipe Oscuro, cogiéndole miedo y desconfianza. Desde entonces el Príncipe se avergüenza de su otro lado.
- Datos: Q6089531